# Microcosmus hernius
Microcosmus hernius is een zakpijpensoort uit de familie van de Pyuridae. De wetenschappelijke naam van de soort werd, als Pyurella hernia, voor het eerst geldig gepubliceerd in 1973 door het echtpaar Claude en Françoise Monniot.